# Charles-Louis-Alphonse du Tillet
Charles-Louis-Alphonse, marquis du Tillet de Montramé, né le 7 septembre 1768 à Paris et mort le 22 avril 1851 à Chartres, est un général français.

## Biographie
Fils du marquis Charles-Claude-François du Tillet de Montramé (1727-1783), maréchal de camp, et de Charlotte-Geneviève Pellard de Sebbeval de Beaulieu, et neveu de Mgr Guillaume-Louis du Tillet, Alphonse du Tillet a pour parrain Charles-Louis Testu de Balincourt, cousin germain de son père.
Il commence la carrière des armes en 1782 en qualité de sous-lieutenant.
En 1791, il émigre et rejoint l'armée de Condé et prend part à la campagne de 1792 en qualité de chef d'escadron du régiment du Dauphin cavalerie. Quand l'Armée des princes est dissoute, il cherche alors à rejoindre Aix-la-Chapelle avec ses ami d'Haussonville et d'Aramon. L'avancée de l'armée commandée par Custine les conduisent à passer au-delà de Cassel et par Düsseldorf. Il rejoint alors les rangs des uhlans britanniques, en qualité d'officier commandant la grand'garde aux côtés d'Haussonville, et y sert dans quatre campagnes différentes, en Flandre et en Allemagne.
Rentré en France, il devient, sous la Restauration, colonel lieutenant de la compagnie d'Havré des gardes du corps du roi, puis est promu maréchal de camp. Il est le chef de la cohorte de Châteaudun.
Il est conseiller général d'Eure-et-Loir de 1825 à 1833.
Marié en 1808 à Justine de Touraille, fille du chevalier Constantin de Touraille, conseiller maître en la Chambre des comptes de Normandie, maire d'Happonvilliers et conseiller général d'Eure-et-Loir sous la Restauration, et de Geneviève Goüin, et nièce d'Alexandre et Henri Jacques Goüin-Moisant, il est le père de :
- Stéphanie (1809-), épouse du comte Odon de Clermont-Mont-Saint-Jean (1808-1834), page du roi Charles X et officier de cavalerie (fils de Joseph de Clermont-Mont-Saint-Jean) ;
- Maximilien (1816-1902), receveur général des finances[5], gendre de Gaëtan Murat
  - Jacques (1857-1942), écrivain, gendre de Jules Charles-Roux.
  - Marie (1859-1946)
  - Pierre (1866-1883), élève de l'École navale

### Sources
- Gilbert Bodinier, Les gardes du corps de Louis XVI: étude institutionnelle, sociale et politique : dictionnaire biographique, éditions Mémoire & documents, 2005
- Jean-Baptiste-Pierre Jullien de Courcelles, Histoire généalogique et héraldique des pairs de France : des grands dignitaires de la couronne, des principales familles nobles du royaume et des maisons princières de l'Europe, précédée de la généalogie de la maison de France, vol. 12 vol., 1822-1833 [détail de l’édition]
- Revue nobiliaire historique et biographique, Volume 10, 1875